# Орден Славы
О́рден Сла́вы — военный орден СССР, учреждён Указом Президиума Верховного Совета СССР от 8 ноября 1943 «Об учреждении ордена Славы I, II и III степени». Орденом награждались военнослужащие рядового состава, сержанты и старшины Красной Армии, а в авиации — и лица, имеющие звание младшего лейтенанта. Вручался только за личные заслуги, воинские части и соединения им не награждались.

## История
Первоначально солдатский орден предполагалось назвать именем Багратиона. Группой из девяти художников было разработано 26 эскизов. А. В. Хрулёв отобрал 4 из них и представил 2 октября 1943 года Сталину. Предусматривалось, что орден будет иметь четыре степени и носиться на чёрно-жёлтой ленте — цветов дыма и пламени. Н. И. Москалёв предложил георгиевскую ленту. Сталин одобрил ленту и решил, что орден будет иметь три степени, как и ордена Суворова и Кутузова. Сказав, что победы не бывает без славы, он предложил именовать награду орденом Славы. Новый эскиз ордена был одобрен 23 октября 1943 года.
На стадии разработки ордена предлагался его вариант с помещенным в центре портретом И. В. Сталина (художник Н. И. Москалёв), забракованный самим Сталиным.
Орден Славы по своему статуту и цвету ленты почти полностью повторял одну из самых почитаемых в дореволюционной России наград — Георгиевский крест (среди отличий — разное число степеней: 3 и 4 соответственно).
Орден Славы имеет три степени, из которых знак ордена высшей, I степени — золотой, а II и III — серебряные (у знака второй степени позолоченный центральный медальон). Согласно статуту ордена, награждения должны производиться в порядке строгой последовательности — от низшей степени к высшей.
9 февраля 1944 года вышел Указ «О предоставлении командующему артиллерией Красной Армии, командующим артиллерией фронтов, командующим Восточным и Западным фронтами Противовоздушной обороны права награждения орденами Богдана Хмельницкого и Славы», согласно которому некоторым военачальникам предоставлялось право от имени Президиума Верховного Совета СССР награждать рядовой, сержантский и офицерский состав орденами Богдана Хмельницкого III степени и Славы II и III степеней.
За отличия в боях Великой Отечественной войны и подвиги в других военных конфликтах было вручено около миллиона знаков ордена Славы III степени, более 46 тысяч — II степени и 2678 — I степени. По уточнённым данным, полных кавалеров ордена Славы насчитывается 2656 человек, среди них — четыре женщины. 7 человек были награждены орденом I степени, но не являлись полными кавалерами. Самый молодой (15 лет) кавалер двух орденов Славы — Леонид Исаакович Окунь. 15 человек были лишены наград за различные преступления.
Полные кавалеры ордена — лётчик штурмового авиационного полка Иван Григорьевич Драченко, морской пехотинец Павел Христофорович Дубинда и артиллеристы Николай Иванович Кузнецов, Андрей Васильевич Алёшин в годы войны также удостоились звания Героя Советского Союза.
За мужество и героизм, проявленные в бою на левом берегу реки Вислы 14 января 1945 года в ходе Висло-Одерской операции, все рядовые, сержанты и старшины 1-го батальона 215-го Краснознамённого полка 77-й гвардейской Черниговской Краснознамённой орденов Ленина и Суворова стрелковой дивизии были награждены орденом Славы, командиры рот этого батальона — орденом Красного Знамени, командиры взводов — орденом Александра Невского, а командир батальона Б. Н. Емельянов и командир взвода Гурьев, Михаил Николаевич стали Героями Советского Союза. Подразделение, таким образом, стало единственным, в котором все бойцы за один бой получили орден Славы. За коллективный подвиг воинов 1-го стрелкового батальона Военный Совет 69-й армии присвоил ему почётное наименование «Батальон Славы».
Последний раз награждение орденом произведено 7 мая 1970 года указом Президиума Верховного Совета СССР № 5095-7, пограничников отличившихся в бою у озера Жаланашколь.

## Статут
Орденом Славы награждаются лица рядового и сержантского состава Красной Армии, а в авиации и лица, имеющие звание младшего лейтенанта, проявившие в боях за Советскую Родину славные подвиги храбрости, мужества и бесстрашия.
Орден Славы состоит из трёх степеней: I, II и III степени. Высшей степенью ордена является I степень. Награждение производится последовательно: сначала третьей, затем второй и, наконец, первой степенью.
Орденом Славы награждается тот, кто:
- Ворвавшись первым в расположение противника, личной храбростью содействовал успеху общего дела;
- Находясь в загоревшемся танке, продолжал выполнять боевую задачу;
- В минуту опасности спас знамя своей части от захвата противником;
- Из личного оружия меткой стрельбой уничтожил от 10 до 50 солдат и офицеров противника;
- В бою огнём противотанкового ружья вывел из строя не менее двух танков противника;
- Уничтожил ручными гранатами на поле боя или в тылу противника от одного до трёх танков;
- Уничтожил огнём артиллерии или пулемёта не менее трёх самолётов противника;
- Презирая опасность, первым ворвался в ДЗОТ (ДОТ, окоп или блиндаж) противника, решительными действиями уничтожил его гарнизон;
- В результате личной разведки установил слабые места обороны противника и вывел наши войска в тыл противника;
- Лично захватил в плен вражеского офицера;
- Ночью снял сторожевой пост (дозор, секрет) противника или захватил его;
- Лично, с находчивостью и смелостью пробравшись к позиции противника, уничтожил его пулемёт или миномёт;
- Будучи в ночной вылазке, уничтожил склад противника с военным имуществом;
- Рискуя жизнью, спас в бою командира от угрожавшей ему непосредственной опасности;
- Пренебрегая личной опасностью, в бою захватил неприятельское знамя;
- Будучи раненым, после перевязки снова вернулся в строй;
- Из личного оружия сбил самолёт противника;
- Уничтожив огнём артиллерии или миномёта огневые средства противника, обеспечил успешные действия своего подразделения;
- Под огнём противника проделал для наступающего подразделения проход в проволочных заграждениях противника;
- Рискуя жизнью, под огнём противника оказывал помощь раненым в течение ряда боев;
- Находясь в подбитом танке, продолжал из оружия танка выполнять боевую задачу;
- Стремительно врезавшись на своём танке в колонну противника, смял её и продолжал выполнять боевую задачу;
- Своим танком смял одно или несколько орудий противника или уничтожил не менее двух пулемётных гнёзд;
- Находясь в разведке, добыл ценные сведения о противнике;

- Лётчик-истребитель уничтожил в воздушном бою от двух до четырёх самолётов-истребителей противника или от трёх до шести самолётов-бомбардировщиков;
- Лётчик-штурмовик в результате штурмового налёта уничтожил от двух до пяти танков противника или от трех до шести паровозов, или взорвал эшелон на железнодорожной станции или перегоне, или уничтожил на аэродроме противника не менее двух самолётов;
- Лётчик-штурмовик уничтожил в результате смелых инициативных действий в воздушном бою один или два самолёта противника;
- Экипаж дневного бомбардировщика уничтожил железнодорожный эшелон, взорвал мост, склад боеприпасов, горючего, уничтожил штаб какого-либо подразделения противника, разрушил железнодорожную станцию или перегон, взорвал электростанцию, подорвал плотину, уничтожил военное судно, транспорт, катер, уничтожил на аэродроме противника не менее двух самолётов;
- Экипаж лёгкого ночного бомбардировщика взорвал склад боеприпасов, горючего, уничтожил штаб противника, взорвал железнодорожный эшелон, подорвал мост;
- Экипаж дальнего ночного бомбардировщика разрушил железнодорожную станцию, взорвал склад боеприпасов, горючего, разрушил портовое сооружение, уничтожил морской транспорт или железнодорожный эшелон, разрушил или сжёг важный завод или фабрику;
- Экипаж дневного бомбардировщика за смелое действие в воздушном бою, в результате чего было сбито от одного до двух самолётов;
- Экипаж разведчика за успешно выполненную разведку, в результате которой получены ценные данные о противнике.

Награждение орденом Славы производится Указом Президиума Верховного Совета СССР.
Награждённые орденами Славы всех трех степеней также удостаивались права на присвоение воинского звания:
- рядовые, ефрейторы и сержанты — старшины;
- имеющие звания старшины — младшего лейтенанта;
- младшие лейтенанты в авиации — лейтенанта.

Орден Славы носится на левой стороне груди и при наличии других орденов СССР располагается после ордена «Знак Почёта» в порядке старшинства степеней.

## Описание

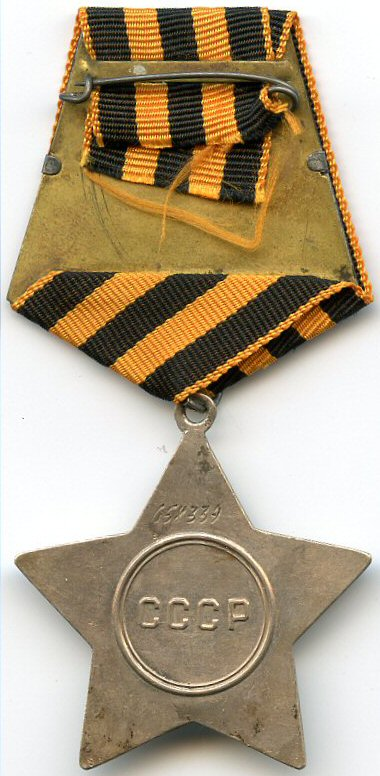
Реверс ордена 3-й степени

Знак ордена Славы представляет собой пятиконечную звезду размером между противолежащими вершинами 46 мм. Поверхность лучей звезды слегка выпуклая. На лицевой стороне в средней части звезды — круг-медальон диаметром 23,5 мм с рельефным изображением Кремля со Спасской башней в центре. По окружности медальона — лавровый венок. В нижней части круга выпуклая надпись «СЛАВА» на красной эмалевой ленточке.
На оборотной стороне ордена — круг диаметром 19 мм с рельефной надписью в середине «СССР».
По краю звезды и круга на лицевой стороне — выпуклые бортики.
Знак ордена I степени изготавливается из золота (проба 950). Золотого содержания в ордене I степени — 28,619±1,425 г. Общий вес ордена — 30,414±1,5 г.
Знак ордена II степени изготавливается из серебра, причём круг с изображением Кремля со Спасской башней позолочен. Серебряного содержания в ордене II степени — 20,302±1,222 г. Общий вес ордена — 22,024±1,5 г.
Знак ордена III степени серебряный, без золочения в центральном круге. Серебряного содержания в ордене III степени — 20,549±1,388 г. Общий вес ордена — 22,260±1,6 г.
Знак при помощи ушка и кольца соединяется с пятиугольной колодочкой, покрытой шёлковой муаровой лентой шириной 24 мм. На ленте пять продольных равных по ширине чередующихся полосок: три чёрного и две оранжевого цвета. По краям лента имеет по одной узкой оранжевой полоске шириной 1 мм.

## Полный кавалер ордена Славы

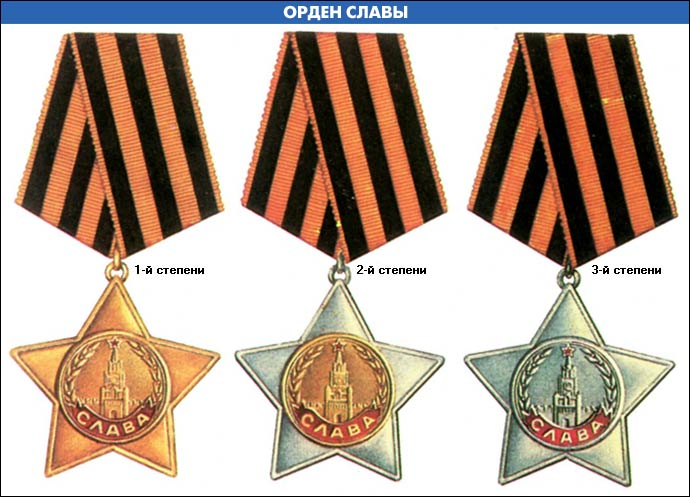
Все степени ордена Славы

Первыми кавалерами ордена Славы II степени в Красной Армии стали воины 665-го отдельного сапёрного батальона 385-й стрелковой дивизии старшина М. А. Большов, красноармейцы С. И. Баранов и А. Г. Власов (приказ № 634 по войскам 10-й армии от 10 декабря 1943 года).
Уже 28 декабря 1943 года М. А. Большов, С. И. Баранов и А. Г. Власов были представлены к орденам Славы I степени, однако награждены они были этим орденом Указом Президиума Верховного Совета СССР от 24 марта 1945 года, то есть практически через пятнадцать месяцев после представления к награде.
Таким образом, М. А. Большов, С. И. Баранов и А. Г. Власов — полные кавалеры ордена Славы, заслужившие все три степени ордена уже в 1943 году, всего через полтора месяца после учреждения этого ордена, за боевые отличия, совершённые ими в течение чуть более месяца; к моменту представления их к орденам Славы I степени им даже не успели вручить ордена Славы II и III степени, которыми они были награждены ранее.
Официально же первыми полными кавалерами ордена Славы стали ефрейтор М. Т. Питенин и старший сержант К. К. Шевченко (Указ Президиума Верховного Совета СССР от 22 июля 1944 года), представленные к орденам Славы I степени гораздо позже Большова, Баранова и Власова — в июне 1944 года. Митрофан Питенин погиб, не успев получить награду; Константин Шевченко воевал до последнего дня войны и, кроме всех степеней ордена Славы, был кавалером орденов Отечественной войны I степени, Красной Звезды и (что для солдат и сержантов было редкостью) Красного Знамени.

Мемориальная доска Н. А. Залётову в Пензе

Знак ордена Славы I степени под № 1 был вручён гвардии старшему сержанту Н. А. Залётову (награждён Указом Президиума Верховного Совета СССР от 5 октября 1944 года). Вручение награды с меньшим номером лицу, награждённому позже, объяснялось тем, что обычно ордена передавались на разные участки фронта партиями и распределялись среди штабов соединений, имеющих право на награждение, в произвольном порядке. В связи с этим Н. А. Залётова нередко считают первым в СССР полным кавалером этого ордена, что даже отражено на мемориальной доске в Пензе (см. изображение) и в литературе.
Самым молодым полным кавалером ордена Славы стал командир орудия 185-го гвардейского артиллерийского полка 82-й гвардейской стрелковой дивизии 8-й гвардейской армии гвардии младший сержант И. Ф. Кузнецов, родившийся 28 декабря 1928 года. Он был представлен к ордену Славы I степени в возрасте 16 лет в апреле 1945 года и награждён им 15 мая 1946 года, а самым старшим по возрасту полным кавалером ордена был стрелок 459-го стрелкового полка 42-й стрелковой дивизии красноармеец И. А. Ширяев, родившийся 29 сентября 1891 года.
В послевоенные годы проводилась работа по приведению в соответствие статуту ордена случаев повторного награждения знаками ордена одной степени и перенаграждение (замена одного знака на другой, следующей степени). Никаких особых документов для полных кавалеров ордена Славы в то время не существовало. Награждённому вручалась лишь орденская книжка общего образца, и в ней были перечислены все три степени ордена и прочие награды (если таковые имелись). Однако в 1967 и 1975 годах были введены дополнительные льготы полным кавалерам ордена Славы, фактически уравнявшие их в правах с Героями Советского Союза. В частности, представлялось право назначения им персональных пенсий республиканского или союзного значения, жилищные льготы, право бесплатного проезда и пр. Следствием этого стало появление в 1976 году специального документа для полных кавалеров ордена — орденской книжки награждённого орденами Славы трёх степеней. Первые такие книжки были выписаны в феврале 1976 года военными комиссариатами по месту жительства награждённых.
Существуют несколько случаев награждения одного и того же лица четырьмя орденами Славы, два из которых — I степени.
Действующее законодательство Российской Федерации подтверждает полным кавалерам ордена Славы все предоставленные в советский период права и льготы.
С 2023 года ежемесячная денежная выплата полным кавалерам ордена Славы устанавливается в размере 83 496,41 руб.

## Галерея

Орден на марках и монетах
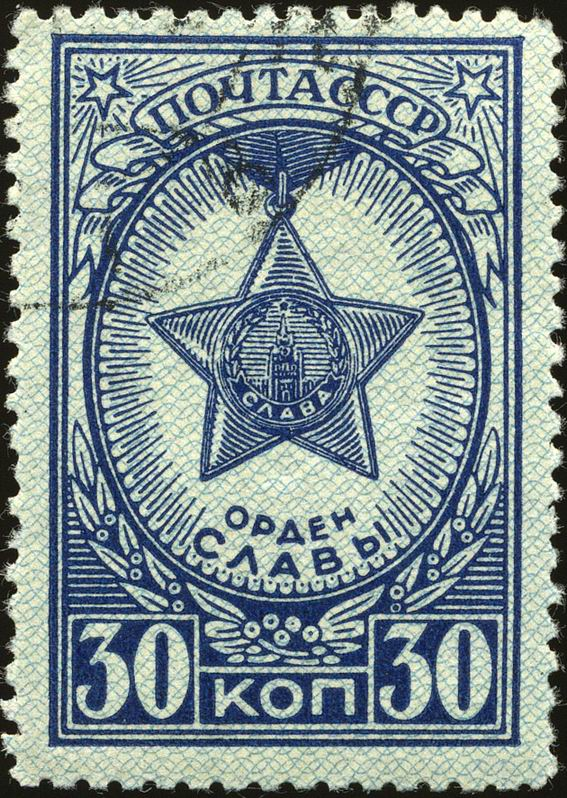
Марка СССР из выпуска «Ордена и медали СССР» (1945, художник А. Мандрусова, ЦФА № 953).
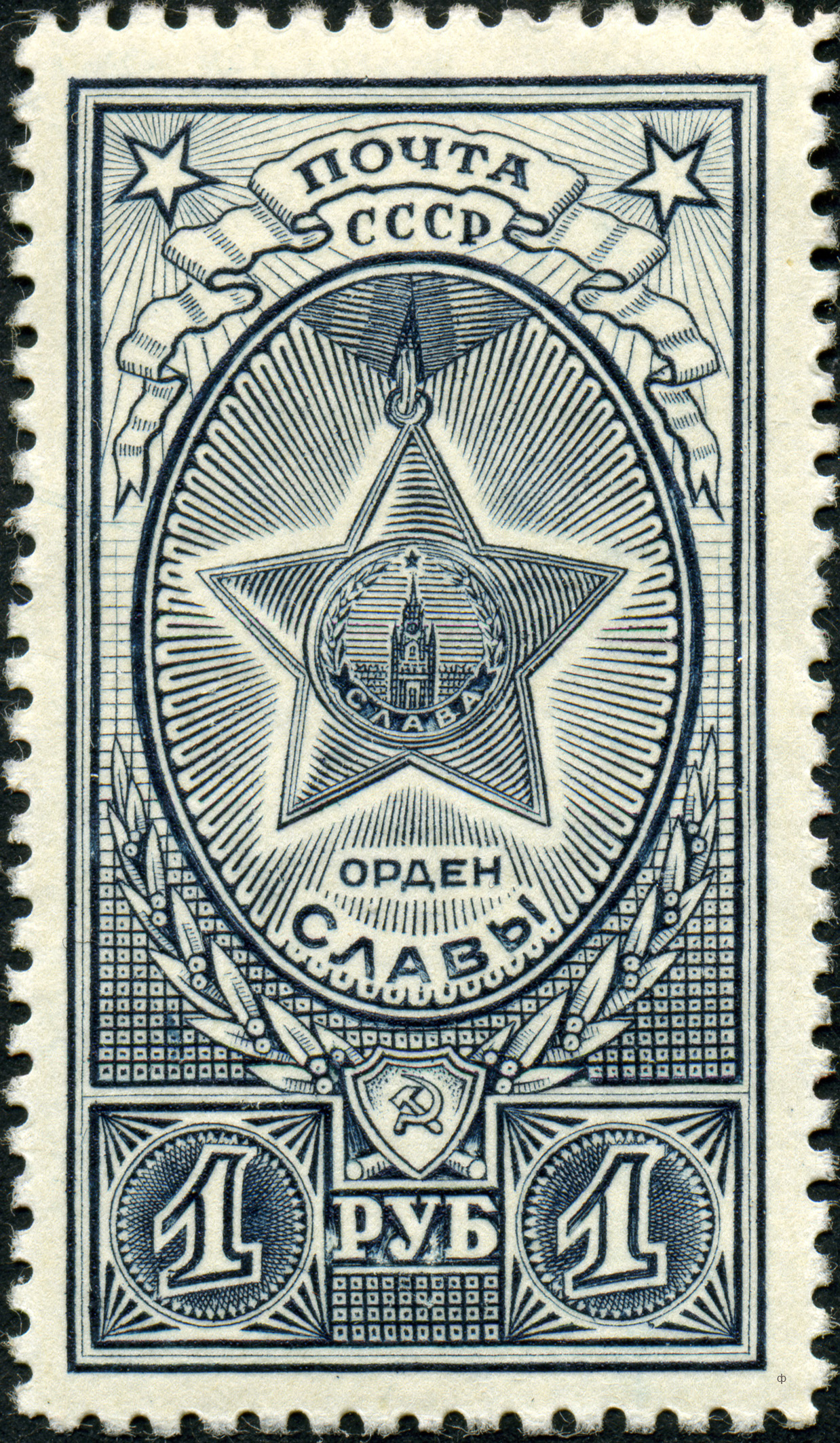
Марка СССР из выпуска «Ордена и медали СССР» (1945, художник А. Мандрусова, ЦФА № 960).
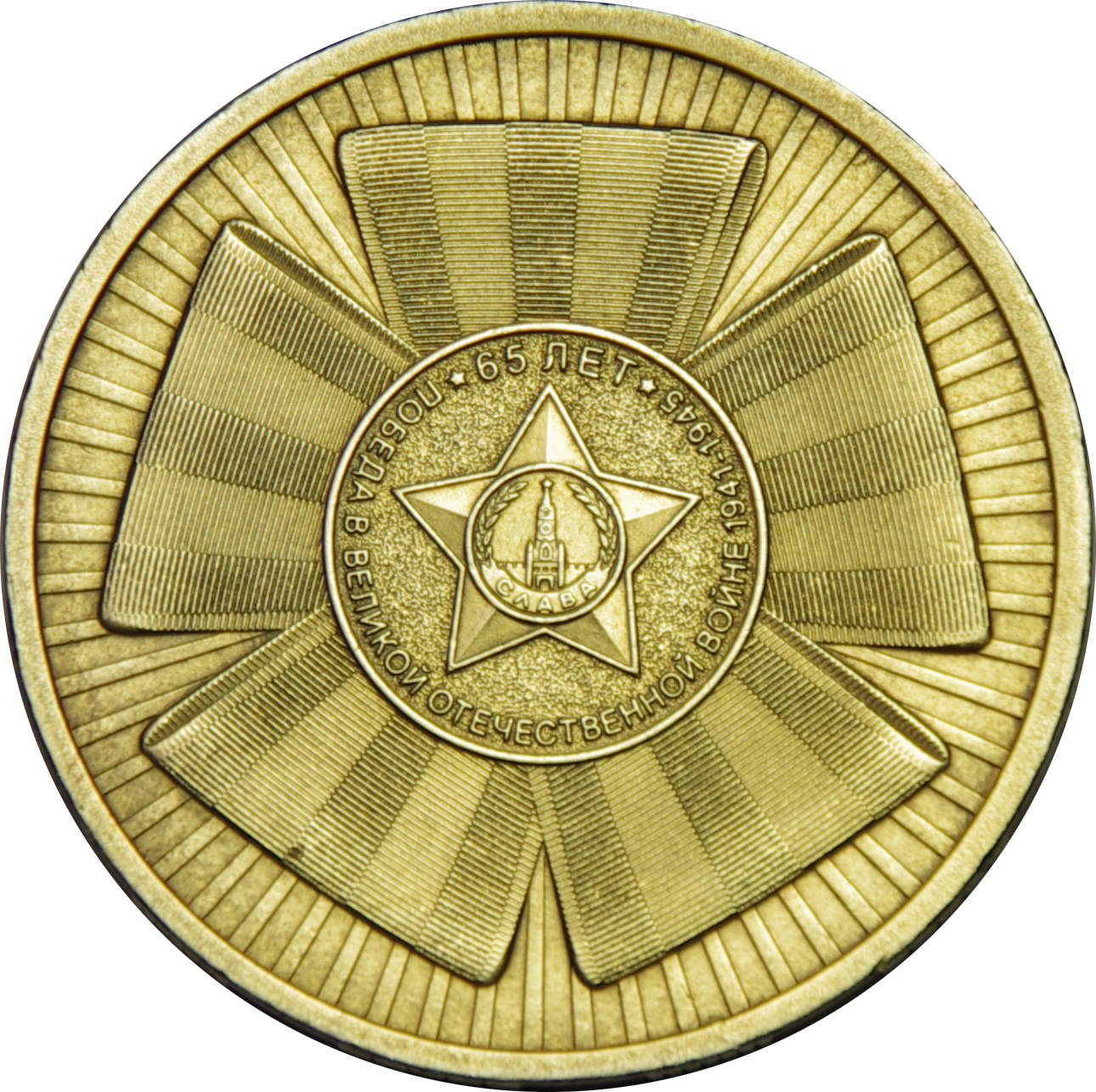
Памятная монета Банка России 2010 года в честь 65-летия Победы с изображением ордена Славы
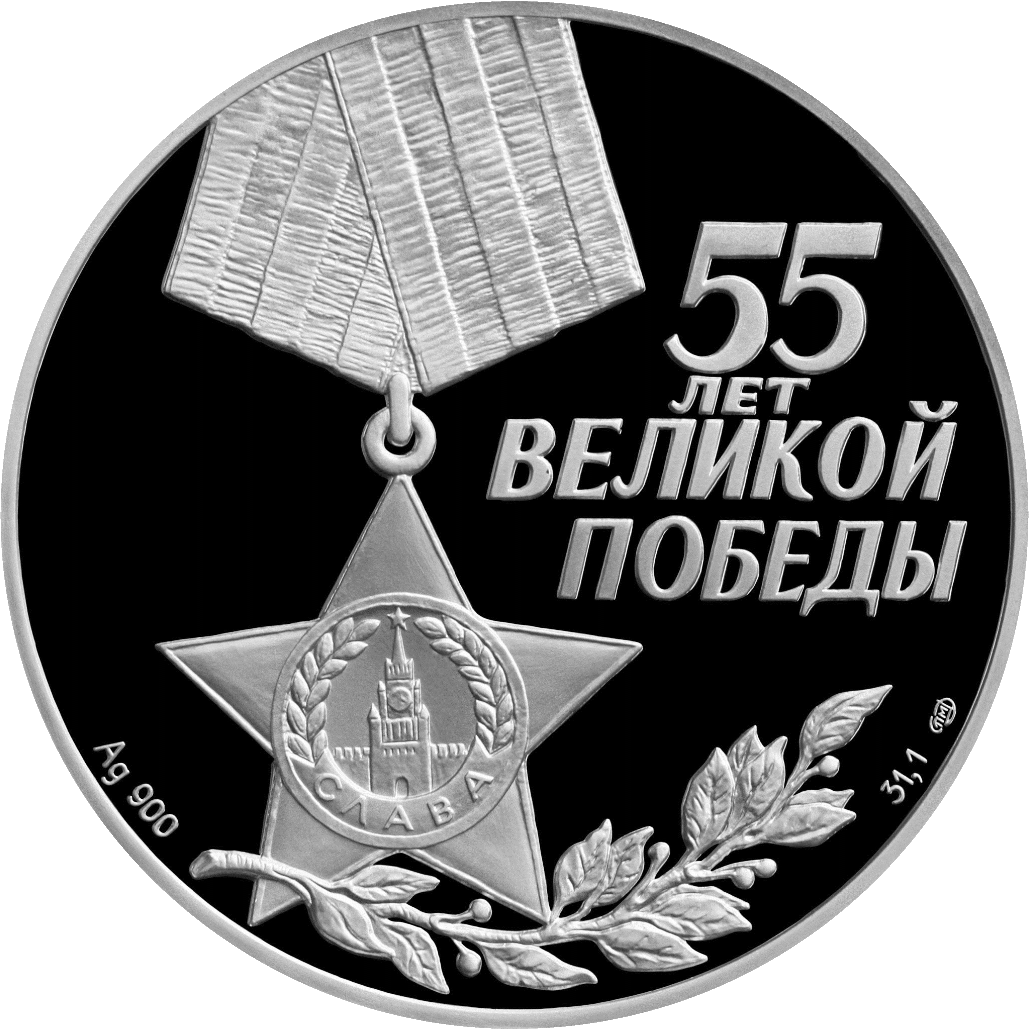
Памятная монета Банка России 2000 года
Изображение ордена на лицевой стороне юбилейной медали «65 лет Победы в Великой Отечественной войне 1941—1945 гг»